# Kaptai
Kaptai (en bengali : কাপ্তাই) est une upazila du Bangladesh dans le district de Rangamati. En 2001, on y dénombrait 66 135 habitants.